# Radermachera pinnata
Radermachera pinnata là một loài thực vật có hoa trong họ Chùm ớt. Loài này được (Blanco) Seem. miêu tả khoa học đầu tiên năm 1870.